# Ryan Fraughan
 (avril 2014).
Ryan Stephen Fraughan (né le 11 février 1991 à Liverpool) est un footballeur anglais évoluant au poste de milieu de terrain dans le club de The New Saints.

## Palmarès

### En club
The New Saints
- Championnat du pays de Galles (2)
  - Champion : 2012 et 2014.
- Coupe du pays de Galles (1)
  - Vainqueur : 2012

## Statistiques
| Saison                | Club                  | Championnat           | Championnat | Championnat | Coupe(s) nationale(s) | Coupe(s) nationale(s) | Total | Total |
| Saison                | Club                  | Division              | M.          | B.          | M.                    | B.                    | M.    | B.    |
| 2009 - 2010           | Tranmere Rovers       | League One            | 6           | 0           | 2                     | 0                     | 8     | 0     |
| 2009 - 2010           | Aberystwyth Town      | Welsh Premier League  | 13          | 3           | 3                     | 0                     | 16    | 3     |
| 2010 - 2011           | Tranmere Rovers       | League One            | 13          | 0           | 3                     | 0                     | 16    | 0     |
| 2011 - 2012           | Stockport County      | Conference            | 10          | 0           | 0                     | 0                     | 10    | 0     |
| 2011 - 2012           | The New Saints        | Welsh Premier League  | 10          | 3           | 6                     | 1                     | 16    | 4     |
| Total sur la carrière | Total sur la carrière | Total sur la carrière | 52          | 6           | 14                    | 1                     | 66    | 7     |